# Alexandru Schwartz
Alexandru Schwartz (* 18. Januar 1909 in Marosvásárhely, Österreich-Ungarn; † 1994) war ein rumänischer Fußballspieler. Er bestritt 102 Spiele in der höchsten rumänischen Fußballliga, der Divizia A, und nahm an der Fußball-Weltmeisterschaft 1934 teil.

## Karriere

### Verein
Schwartz begann seine Karriere im Jahr 1928 bei AMEF Arad, wechselte aber im gleichen Jahr nach Ungarn zu Szegedi LC. Im Jahr 1930 kehrte er nach Rumänien zurück und schloss sich Ripensia Timișoara an. Bei der Gründung der rumänischen Profiliga Divizia A zwei Jahre später gehörte Ripensia zu den Gründungsmitgliedern und Schwartz kam am 11. September 1932 zu seinem ersten Einsatz. Am Ende der Saison wurde er zum ersten Mal mit Ripensia Meister und ließ in den Jahren 1935, 1936 und 1938 noch drei weitere folgen. Im Jahr 1939 verließ er Ripensia, nachdem er zuletzt kaum noch zum Einsatz kam und seine Torgefährlichkeit hatte vermissen lassen. Nach einem Jahr bei Minerul Lupeni in der Divizia B beendete er seine Karriere.

### Nationalmannschaft
Schwartz kam zu zehn Einsätzen für die rumänische Fußballnationalmannschaft und erzielte dabei acht Treffer. Sein erstes Spiel machte er am 12. September 1932 unter Constantin Radulescu gegen Frankreich und erzielte dabei zwei Tore. Zwei Jahre später nominierte ihn Nationaltrainer Josef Uridil für die Fußball-Weltmeisterschaft in Italien, setzte ihn aber nicht ein.

## Erfolge
- WM-Teilnehmer: 1934
- Rumänischer Meister:  1932/33, 1934/35, 1935/36, 1937/38
- Rumänischer Pokalsieger: 1933/34, 1935/36